# دانشگاه یورای دوبریلا پولا
دانشگاه یورای دوبریلا پولا (به کرواتی: Sveučilište Jurja Dobrile u Puli)(به [Universitas studiorum Polensis Georgii Dobrila] Error: {{Lang-xx}}: متن دارای نشانه‌گذاری ایتالیک است (راهنما)) دانشگاه در شهر پولا، کرواسی. این دانشگاه در حال حاضر ۲۴۶۵ دانشجو دارد که. این دانشگاه در سال ۲۰۰۶ آن تأسیس شد.